# Округ Вали (Ајдахо)
Округ Вали (енгл. Valley County) је округ у америчкој савезној држави Ајдахо.

## Демографија
По попису из 2010. године број становника је 9.862, што је 2.211 (28,9%) становника више него 2000. године.
| Група             | 2000.         | 2010.         |
| Белци             | 7.328 (95,8%) | 9.277 (94,1%) |
| Афроамериканци    | 3 (0,0%)      | 11 (0,1%)     |
| Азијати           | 23 (0,3%)     | 41 (0,4%)     |
| Хиспаноамериканци | 150 (2,0%)    | 386 (3,9%)    |
| Укупно            | 7.651         | 9.862         |